# Alzira Vargas
Alzira Vargas do Amaral Peixoto (São Borja, 22 de novembro de 1914 — Rio de Janeiro, 26 de janeiro de 1992), quando solteira, Alzira Sarmanho Vargas, era filha de Getúlio Vargas e de Darcy Vargas. Foi chefe do Gabinete Civil da Presidência da República durante o governo de seu pai, função que assumiu quando cursava o último ano da Faculdade de Direito do Rio de Janeiro.  Trabalhou também como bibliotecária e intérprete de inglês.

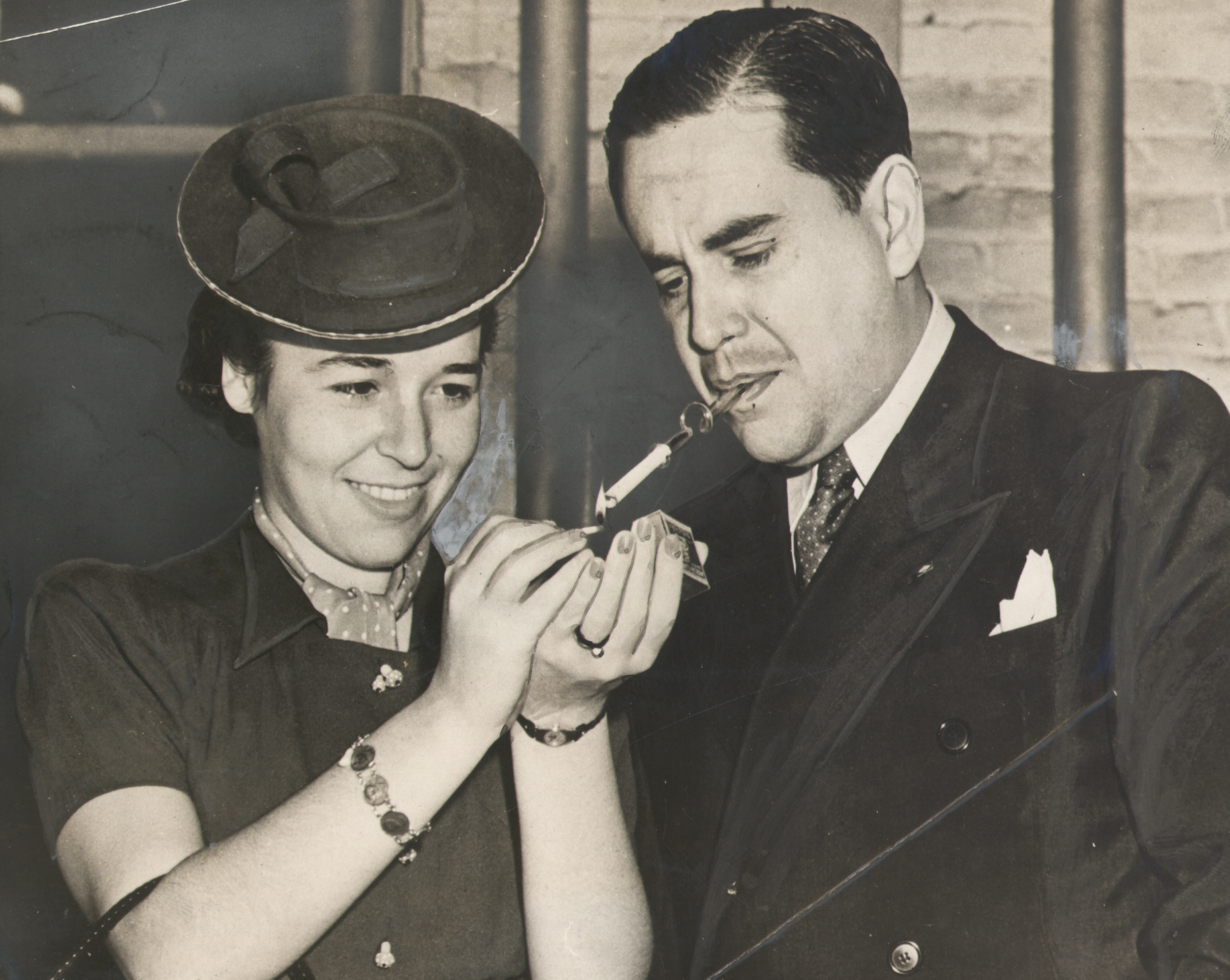
Alzira Vargas no retrato sob a guarda do Arquivo Nacional (Brasil).

Foi casada com Ernani do Amaral Peixoto, que foi interventor federal no Rio de Janeiro de 1937 a 1939. Em 1955, Amaral Peixoto foi nomeado embaixador nos Estados Unidos. O casal viveu nos Estados Unidos de 1939 a 1942 e de 1956 a 1959, período em que Amaral Peixoto atuou como embaixador do Brasil em Washington.
Sua filha Celina Vargas do Amaral Peixoto foi casada com Wellington Moreira Franco, que governou o estado do Rio de Janeiro de 1987 a 1991.

## Protagonismo e memória
Apesar de o ambiente político ser fundamentalmente masculino, foi destacado que teve efetivo protagonismo nas definições políticas de seu pai. Em especial, manteve-se como interlocutora de análise permanente, em troca de correspondências.
Foi também chamada "guardiã da memória", por sua participação e documentação nos rumos do getulismo. Parte dessa documentação baseou a biografia Getúlio Vargas, Meu Pai.
Em 2014, na cinebiografia Getúlio, Alzira foi interpretada pela atriz Drica Moraes.

## Obras publicadas

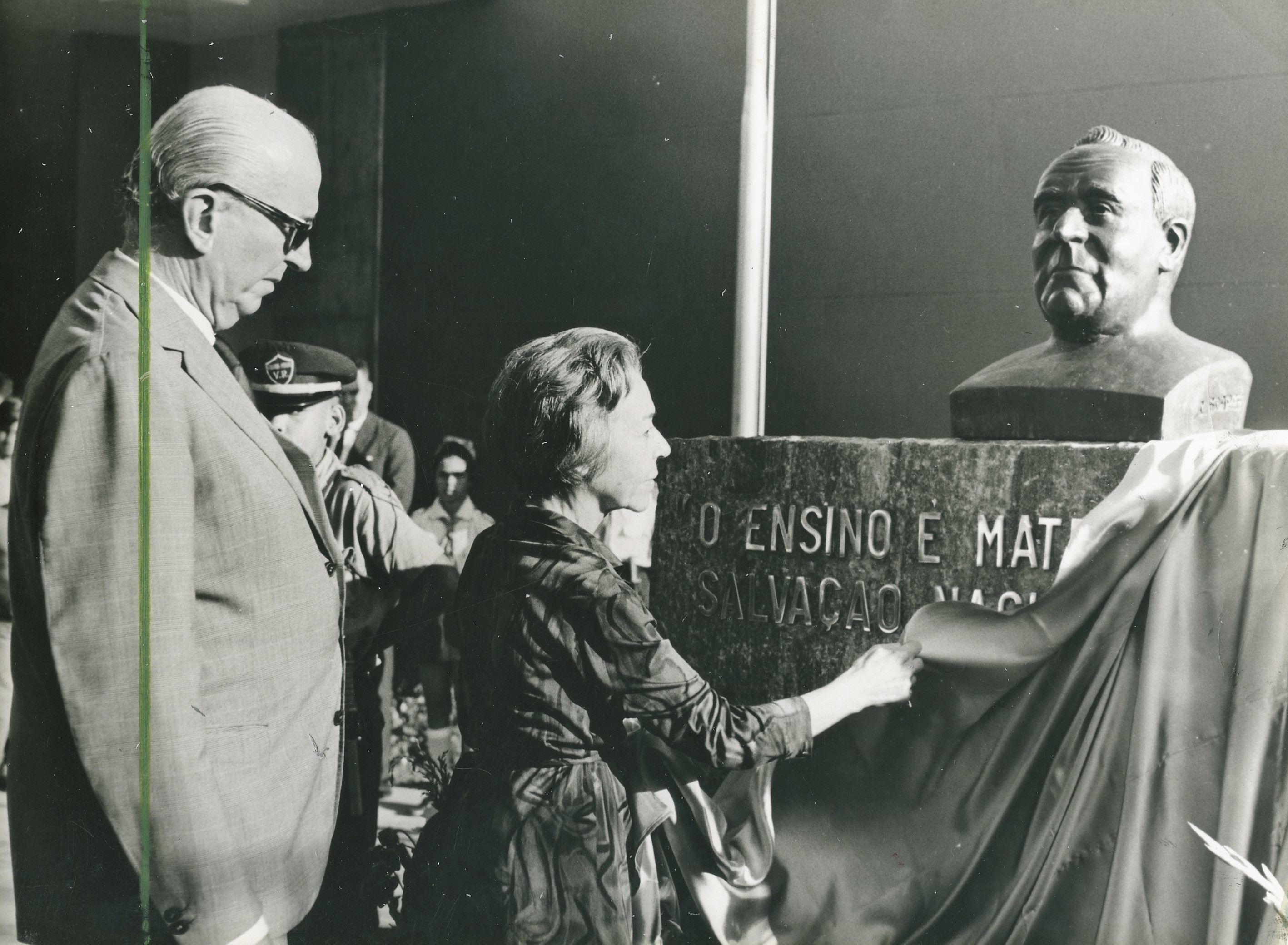
Alzira Vargas inaugurando busto de seu pai, Getúlio Vargas, no Colégio Getúlio Vargas, Volta Redonda, 2 de novembro de 1970

- Getúlio Vargas, Meu Pai - Editora Globo (primeira edição em 1960, diversas reedições).[5]